# Cordevole
Le Cordevole est un cours d'eau italien coulant dans les Dolomites, dans la province de Belluno en Vénétie. C'est le principal affluent du Piave.

## Géographie

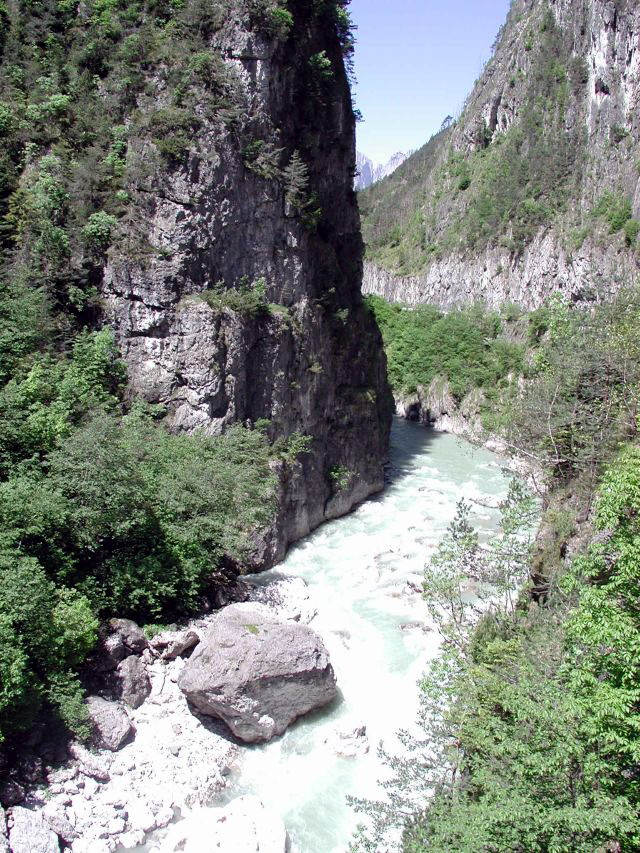

Le Cordevole naît sur le versant est du col Pordoi, dans la municipalité de Livinallongo del Col di Lana, et se jette dans le  Piave près de Bribano, à 275 mètres d'altitude.
La rivière étend presque entièrement son bassin versant dans la région d'Agordino. À Caprile (dans la municipalité d'Alleghe), il reçoit la contribution du torrent Fiorentina (qui recueille les eaux du plateau de Mondeval et du Mont Pelmo) et du torrent Pettorina (qui provient du versant sud de la Marmolada). Ses eaux sont ensuite retenues au lac d'Alleghe (barrage naturel créé en 1771 par un glissement de terrain sur le mont Piz et maintenant artificielpar). Il poursuit ensuite son cours vers Cencenighe Agordino, où il reçoit les eaux du Biois, torrent qui s'étend dans la vallée du même nom (qui recueille les eaux du secteur nord des Pale di San Martino et de la partie sud de la Marmolada) et forme le lac de Ghirlo. Un peu plus loin, à Listolade, il reçoit les eaux qui descendent du val Corpassa. En amont de Taibon Agordino coule le Tegnas (formé par les eaux provenant du groupe des Pale di San Martino), puis à Agordo, il reçoit les eaux des torrents Missiaga, Bordina et Rova et continue le long d'une vallée peu large (parfois sèche à cause des retraits hydroélectriques) jusqu'à Péron (municipalité de Sedico).
A quelques kilomètres de l'embouchure, à 320 mètres, il reçoit de la droite les eaux du Mis.

## Histoire
Dans les temps anciens, le Cordevole était appelé Cordubium. La tradition dit que ce nom est lié à une phrase prononcée par Jules César, qui — incertain de savoir s'il fallait ou non traverser le cours d'eau — se serait exclamé : « Cor dubium habeo! ».